# Jay County
Jay County är ett administrativt område i delstaten Indiana, USA. År 2010 hade countyt 21 253 invånare.  Den administrativa huvudorten (county seat) är Portland.
Countyt grundades 1836 och fick sitt namn efter John Jay, den första chefsdomaren i USA:s högsta domstol.

## Geografi
Enligt United States Census Bureau har countyt en total area på 994 km². 994 km² av den arean är land och 0 km² är vatten.

### Angränsande countyn
- Adams County - nord
- Mercer County, Ohio - öst
- Darke County, Ohio - sydost
- Randolph County - syd
- Delaware County - sydväst
- Blackford County - väst
- Wells County - nordväst